# Simsonia longipes
Simsonia longipes is een keversoort uit de familie beekkevers (Elmidae). De wetenschappelijke naam van de soort werd in 1933 gepubliceerd door Carter & Zeck. Ze komt voor in zuidelijk Queensland (Australië).